# Antoni Beaupré
Antoni Beaupré (ur. 1 maja 1860 albo 1 maja 1863 w Krzemieńcu, zm. 12 maja 1937, w Warszawie albo Krakowie) – polski dziennikarz.

## Życiorys
Jego rodzicami byli Józef Antoni Beaupré, lekarz, i Seweryna z Iwanowskich. Ukończył Gimnazjum św. Anny w Krakowie i studia na Wydziale Prawa Uniwersytetu Jagiellońskiego. Uzyskał tytuł doktora.
Został dziennikarzem pism „Nowa Reforma”, „Czas” (redaktor naczelny 1899–1901, ponownie w redakcji od 1915, redaktor naczelny 1920–1937), „Głos Narodu” (redaktor prowadzący 1901–1914). Był organizatorem i pełnił funkcje prezesa Syndykatu Dziennikarzy w Krakowie od 1906, i został członkiem honorowym tego stowarzyszenia, był wiceprezesem zarządu Związku Dziennikarzy RP od 1931, wiceprezesem Międzynarodowej Federacji Dziennikarskiej (FIJ), członkiem Międzynarodowego Trybunału Honorowego Dziennikarzy w Hadze.
6 marca 1903 został wybrany członkiem wydziału Klubu Prawników w Krakowie. Sprawował stanowiska prezesa klubu sportowego Wisła Kraków od 28 lipca 1911 do lipca 1912. Po wybuchu I wojny światowej został członkiem Naczelnego Komitetu Narodowego w Krakowie. W 1918 działał w rozmowach pokojowych w Paryżu. W 1920 wyjechał na Powiśle i Warmię jako korespondent krakowskiego „Czasu”. W Olsztynie został przewodniczącym polskiego komitetu plebiscytowego na Warmii, Mazurach i Powiślu.
Związany ze środowiskiem krakowskich konserwatystów, od 1910 był członkiem Rady Naczelnej Stronnictwa Prawicy Narodowej, od 1933 do 1937 Zjednoczenia Zachowawczych Organizacji Politycznych. Od 1922 działał w Związku Obrony Kresów Zachodnich, później w Polskim Związku Zachodnim.
Jego żoną była Julia z Porębskich. 
Zmarł 12 maja 1937 w Szpitalu Czerwonego Krzyża w Warszawie. Spoczywa na cmentarzu Rakowickim w Krakowie (pas 45).

## Ordery i odznaczenia
- Krzyż Komandorski Orderu Odrodzenia Polski (27 listopada 1929)[13][14]
- Krzyż Oficerski Orderu Odrodzenia Polski (30 kwietnia 1925)[15]
- Krzyż Komandorski Orderu Korony Rumunii (Rumunia)
- Krzyż Komandorski Orderu Zasługi (Węgry)
- Krzyż Komandorski Orderu Zasługi Cywilnej (Bułgaria)
- Krzyż Oficerski Orderu Legii Honorowej (Francja)